# Imbriovec Jalžabetski
Imbriovec Jalžabetski is een plaats in de gemeente Jalžabet in de Kroatische provincie Varaždin. De plaats telt 355 inwoners (2001).